# Zgornji Tuštanj
Zgornji Tuštanj – wieś w Słowenii, w gminie Moravče. W 2018 roku liczyła 77 mieszkańców.